# Lista över slott och herrgårdar på Gotland
Gotland har i egentlig mening saknat slott och herrgårdar. Visborgs slott var huvudsakligen säte för läntagaren på Gotland, och har saknat underlydande frälsegårdar. Några säterier eller någon frälsejord har inte heller funnits på Gotland. Däremot har det funnits ett flertal större bondgårdar, vissa ägda av "herremän", mestadels handelsmän men även enstaka adelsmän, och med mer imposanta huvudbyggnader. Carl Martin Rosenbergs Geografiskt-Statistiskt Handlexikon öfver Sverige omnämner tolv gårdar på Gotland som herrgårdar: Furubjers gård, Gane, Klintebys, Malms, Möllegårds, Nygårds, Rosendals gård, Smitts, Stava gård, Stenstugu, Stora Takstens och Tjuls. Gotlands land och folk av Alfred Theodor Snöbohm från 1871 listar bland herrgårdar Stava, Rosendal samt Hallfreda Gård och Munkebos i Barlingbo socken. Roma kungsgård hör till de större jordegendomarna men brukar som kronogods inte finnas med på liknande listor. En artikel i Gotländskt arkiv 1939 som mer fokuserade på ägarnas ställning listade Rosendal, Stora Kallings, Hallfreda, Nygårds och Lilla Vede, Stora Vede och Norrbys.

## Slott och borgar
- Visborgs slott

## Herrgårdar
- Furubjers gård i Tingstäde socken
- Hallfreda Gård i Follingbo socken
- Katthamra i Östergarns socken
- Lummelunds bruk  i Lummelunda socken
- Länna gård i Othems socken
- Pavalds i Lärbro socken
- Rosendals gård i Follingbo socken
- Roma kungsgård i Roma socken
- Skäggs i Väskinde socken
- Stava gård i Barlingbo socken
- Stenstugu i Endre socken
- Stora Hästnäs i Visby socken
- Suderbys i Västerhejde socken